# Nördlingeni csata
Az 1634-ben lezajlott nördlingeni csata a harmincéves háború egyik nagy ütközete volt, melyben a létszámfölényben lévő Habsburg csapatok döntő győzelmet arattak a svéd–protestáns erők felett. Ezzel a csatával zárult le a háború svéd szakasza, melynek következményeképpen 1635-ben a felek megkötötték a rövid életű prágai békét.

## Előzmények
Miután Gusztáv Adolf svéd király elesett az 1632-es lützeni csatában, az ország irányítását Axel Oxenstierna kancellár vette át, aki Svédország számára kedvező kiutat keresett a harmincéves háborúból. A kancellár újjászervezte a Svédország és a protestáns német fejedelemségek közötti Heilbronni Ligát. A háború svéd veteránjai a Balti-tenger menti hódításokat védte, a maradék svéd sereg parancsnoka Gustav Horn volt, míg a Liga csapatainak vezére Weimari Bernát herceg. A két fővezér közötti személyes ellenszenv komolyan gyengítette az együttműködést a két seregrész között.
A császári Habsburgok, a háborúban elszenvedett korábbi vereségeik pótlására komoly erősítésre számítottak a császár unokaöccsétől, a spanyol IV. Fülöptől. A tapasztalt spanyol katonák közeledésének hírére a császári csapatok ostrom alá vették a svábföldi Nördlingent. Ha a svédek hagyják elesni, a Heilbronni Liga szétesik, hiszen így nem teljesítenék szövetségesi kötelességeiket. Így aztán a protestáns csapatok kénytelenek voltak a város felmentésére indulni, majd megtámadni a hegyes-völgyes terepen állást foglaló katolikusokat. Bernát és Horn hírszerzése nem értesült arról, hogy a spanyolok ilyen gyorsan a város alá értek, és durván alábecsülték a császári erőket. Az óvatosabb Horn ennek ellenére vonakodott támadni a császáriaknak kedvező terepen megígért erősítésük megérkeztéig, hadvezértársa azonban gyávasággal vádolta meg, és rávette a rangidős tiszteket, hogy támadják meg a császári ostromvonalakat.

## A csata

### A svéd csapatok mozgása szeptember 5-én
A svédek északnyugatról közelítették meg Nördlingent, míg a császáriak tábora a várostól délkeletre volt. A két sereg között ott volt a város, valamint az Eger patak. A várostól északnyugatra, ahol a patak sodrása erősebb volt, kockázatos lett volna átkelést kicsikarni, ehelyett a svéd-heilbronni erők délről kerülték meg Nördlingent, és a patak felső folyásán, kisebb sodrásban, harc nélkül keltek át.

### A csapatok felállása
A domborzat itt a támadók számára kedvezőtlen volt. A város déli oldalán két fontosabb hegyvonulat volt, mely délen, az Allbuch hegyben egyesült. Az egyik hegylánc észak-dél irányú, ennek lejtőjén sorakoztak fel a császári-spanyol-bajor csapatok, balszárnyukon komoly erőket helyezve az Allbuch védelmére. A másik hegylánc északnyugat-délkelet irányú volt, a Himmelreich hegyből indult a Lände és Heselberg helyen át Allbuchig.
A svéd csapatok egészen Heselbergig nyomultak előre, mely alig egy kilométerre volt a császári kézen lévő Allbuchtól, Horn ennek a hegynek a megszerzését irányozta elő saját csapatainak, innen oldalba támadhatja a császári sereg bal oldalát. Bernát főleg lovasságból álló seregteste a Lände hegyen, északnyugat-délkelet irányban állt föl a császári centrummal szemben, hogy nyomást gyakoroljon rájuk, míg Horn szétzúzza az Allbuchot védő császári balszárnyat.
A császáriak Allbuch védelmére a legjobb spanyol ezredeket telepítették, középre, hogy oldalba kapják a hegyet támadó erőket főleg bajor lovasságot helyeztek, eléjük pedig császári gyalogságot, hogy felfogják a maradék ellenséges erők elterelő támadását, szabad utat biztosítva az oldalba támadáshoz. A jobbszárnyon horvát lovasok foglaltak helyet a visszavonulás elvágására.

### A svéd támadás Allbuch ellen
Horn csapatai szeptember 6-án reggel 5-kor indították meg támadásukat Allbuch ellen. Tévedésből azonban a lovasság túl korán, a gyalogság előtt indította meg a rohamot és a két hegylánc közötti Rezen-völgyben csetepatéba bonyolódott a spanyol lovassággal. A svéd gyalogságnak egyedül kellett megrohamoznia a hegyet. Az első roham elfoglalt egy erődítést, azonban a válogatott Iiaquez-ezred visszaszorította őket. Horn újabb támadásokat indított, de reggel 7:30-ra ő is belátta, hogy egyedül nem tudja elfoglalni a hegyet. A bajor lovasság ekkor indult támadásra a császári centrumból, megcélozva az Allbuchot támadók bal oldalát.

### Az egyesített protestáns roham
Bernát 5 óra óta ágyúzta a császári állások centrumát, miközben a balszárnyán a protestáns dragonyosok harcba keveredtek a horvát lovassággal. Látva Horn kudarcát és szorult helyzetét, Bernát is támadásba lendült, gyalogságát Allbuch felé küldve erősítésként, lovasságát a császári főerők ellen irányítva. Ez végzetesen megosztotta a herceg seregét. Az Allbuch felé küldött gyalogságot szétverte a spanyol-bajor lovasság, és rajtuk átgázolva oldalba kapták Horn seregét. Közben Bernát a császári centrumtól is vereséget szenvedett, délelőtt 10-re az egész protestáns sereg kivérzett.

### A császári ellentámadás
A horvát lovasság a császári jobbszárnyon Bernát hátába került, majd továbbvágtázva leöldöste a poggyászt védő protestáns milicistákat, zsákmányul ejtve a poggyászt. Az előretörő császári centrum a visszavonuló svédeket pusztította el, akik közül csak Horn élezredei és a lovasság martaléka élte túl a csatát.

## Következmények
A Heilbronni Liga felbomlott, a svéd seregek pedig kiszorultak Dél-Németországból, a császár pedig tető alá tudta hozni az 1635-ös prágai békét, ezt azonban érvénytelenítette a francia beavatkozás, valamint a svéd ellenállás, mely miatt a háború további 13 évig dúlt és a vesztfáliai békével ért véget.